# Osomatsu-kun
Osomatsu-kun (おそ松くん) é uma série de manga escrita por Fujio Akatsuka. Foi publicada na revista Weekly Shōnen Sunday da editora  Shogakukan entre 1962 e 1969. Foi adaptada em duas séries de animé homónimas, a primeira produzida pelo Studio Zero em 1966, e a segunda produzida pelo Studio Pierrot em 1988, e exibida no Japão pela Fuji Television. A atual série de animé intitulada Osomatsu-san (おそ松さん) também produzida pelo Pierrot, estreou-se em outubro de 2015 para comemorar os oitenta anos de Akatsuka, com uma adaptação em manga feita por Masako Shitara, e publicada na revista You da Shueisha em janeiro de 2016.
Esta série ajudou Akatsuka a estabelecer sua reputação como artista de banda desenhada cómica, muito antes do seu outro manga popular, Tensai Bakabon. Osomatsu-kun apareceu em inúmeras edições especiais da Shōnen Sunday. Akatsuka também incluiu várias adaptações das rotinas humorísticas dos filmes de Charlie Chaplin na série de manga.
Em 1964, Akatsuka ganhou o décimo Prémio de Manga Shogakukan por Osomatsu-kun.

## Personagens

### Sêxtuplos Matsuno
Osomatsu Matsuno (松野 おそ松, Matsuno Osomatsu)
Voz de: Midori Katō (1966), You Inoue (1988)
Karamatsu Matsuno (松野 カラ松, Matsuno Karamatsu)
Voz de: Emiko Suzuki (1966), Mari Mashiba (1988)
Choromatsu Matsuno (松野 チョロ松, Matsuno Choromatsu)
Voz de: Kitahama Haruko, Keiko Yamamoto (1966), Rica Matsumoto (1988)
Ichimatsu Matsuno (松野 一松, Matsuno Ichimatsu)
Voz de: Kitahama Haruko, Keiko Yamamoto (1966), Mari Yokoo (1988)
Jyushimatsu Matsuno (松野 十四松, Matsuno Jūshimatsu)
Voz de: Mie Azuma (1966), Naoko Matsui (1988)
Todomatsu Matsuno (松野 トド松, Matsuno Todomatsu)
Voz de: Kitahama Haruko (1966), Megumi Hayashibara (1988)

### Outras personagens
Iyami (イヤミ)
Voz de: Kyōji Kobayashi (1966), Kaneta Kimotsuki (1988)
Chibita (チビ太)
Voz de: Kazue Tagami, Yōko Mizugaki, Kazuko Sawada (1966), Mayumi Tanaka (1988)
Totoko (トト子)
Voz de: Fuyumi Shiraishi (1966), Naoko Matsui (1988)
Matsuzō Matsuno (松野 松造, Matsuno Matsuzō)
Voz de: Jōji Yanami, Taimei Suzuki (1966), Tetsuo Mizutori, Kenichi Ogata (1988)
Matsuyo Matsuno (松野 松代, Matsuno Matsuyo)
Voz de: Mitsuko Asō, Takako Kondō (1966), Mari Yokoo (1988)
Hatabō (ハタ坊, lit. "Miúdo com a bandeira")
Voz de: Takako Sasuga (1966), Mari Mashiba (1988)
Dekapan (デカパン)
Voz de: Takuzō Kamiyama, Setsuo Wakui (1966), Tōru Ōhira (1988)
Dayōn (ダヨーン)
Voz de: Takuzō Kamiyama, Hiroshi Ōtake (1966), Takuzō Kamiyama (1988)
Nyarome, Beshi e Kemunpasu
Voz de: Shigeru Chiba, Tetsuo Mizutori e Takuzō Kamiyama
Omawari-san e Rerere no Oji-san
Voz de: Shigeru Chiba

## Média

### Manga
O manga original foi escrito por Fujio Akatsuka e publicado na revista Weekly Shōnen Sunday da editora Shogakukan entre 1962 e 1969. 

### Animé

#### Série de 1966
A série de animé original foi produzida pelo Studio Zero e exibida no Japão entre fevereiro de 1966 e março de 1967. O primeiro tema de abertura foi "Osomatsu-kun no Uta" (おそ松くんのうた, lit. "A Canção de Osomatsu-kun") interpretado por Matsuyo, Sêxtuplos, Iyami, e Chibita, enquanto o segundo tema de abertura foi "Osomatsu-kun no Uta 2" (おそ松くんのうた2, lit."A Canção de Osomatsu-kun 2") interpretado por Makoto Fujita, com as versões instrumentais utilizadas nos temas de encerramento. A série encontrava-se perdida até a década de 1990, mas as cópias em 16mm foram encontradas num depósito de televisão.

#### Série de 1988
A segunda série de animé foi produzida pelo Studio Pierrot, e exibida no Japão entre fevereiro de 1988 e dezembro de 1989. A série é notavelmente diferente da versão original, focando-se em grande parte nas personagens Iyami e Chibita como protagonistas, mas foi bastante popular, tendo uma audiência elevada a 20%. O tema de abertura foi "Seichō Osomatsu Setsu" (正調 おそ松節, lit. "A Sintonia Tradicional de Osomatsu"), enquanto o tema de encerramento foi "Osomatsu-kun Ondō" (おそ松くん音頭), ambos interpretados por Takashi Hosokawa. Uma curta-metragem intitulada Osomatsu-kun: Suika no Hoshi Kara Konnichiwa zansu! (おそ松くん スイカの星からこんにちはザンス!, lit. "Osomatsu-kun: Cumprimentos do Planeta Melancia!") foi lançada a 18 de março de 1989.

### Drama
A 16 de dezembro de 1985, o especial de televisão em imagem real intitulado Osomatsu-kun, Iyami, Chibita no Itamae Ippon Shōbu (おそ松くん イヤミ・チビ太の板前一本勝負, lit. "Osomatsu-kun, Iyami e Chibita o Confronto da Culinária") foi exibido na Fuji TV como parte da programação Monday Dramaland. A série gira em torno de Iyami e Chibita que competem para ser o melhor cozinheiro no restaurante de Matsuno, a fim de agradar a crítica culinária. O tema musical foi interpretado por Tatsuro Yamashita.
Elenco
- Osomatsu: Yōsuke Nakajima
- Iyami: George Tokoro
- Chibita: Chiaki Watanabe
- Matsuzō: Chū Arai
- Todoko: Kyōko Takami
- Dayōn: Naoto Takenaka
- Dekapan: Junji Inagawa
- Honkan-san: Masashi Tashiro
- Totoko: Yumiko Morishita
- Participação especial: Fujio Akatsuka

### Jogos eletrónicos
A série foi adaptada em três jogos de vídeo. Osomatsu-kun: Hachamecha Gekijō (おそ松くん はちゃめちゃ劇場) foi desenvolvido e publicado pela Sega para a plataforma Mega Drive a 24 de dezembro de 1988, tornando-se o primeiro jogo eletrónico desenvolvido para o sistema que não foi lançado fora do Japão. Osomatsu-kun: Back to the Me no Deppa Maki (おそ松くん バック・トゥ・ザ・ミーの出っ歯の巻) foi lançado pela Bandai para a plataforma Famicom no dia 8 de dezembro de 1989. O terceiro jogo, Hissatsu  Pachinko Station V9 Osomatsu-kun (必殺パチンコステーションV9 おそ松くん) foi lançado pela Sunsoft para a plataforma PlayStation 2 a 24 de fevereiro de 2005.

## Osomatsu-san
Osomatsu-san (おそ松さん), produzido pelo Studio Pierrot, estreou-se a 5 de outubro de 2015. É transmitido simultaneamente nos países lusófonos pela Crunchyroll. A série foi criada para comemorar o aniversário de oitenta anos de Fujio Akatsuka, que faleceu aos setenta e dois anos em 2008. Durante os primeiros doze episódios, o tema de abertura foi "Hanamaru Pippi wa Yoi Ko dake" (はなまるぴっぴはよいこだけ, lit. "O Apito de Hanamaru é só para Miúdos Bons") interpretado por AouP, enquanto o tema de encerramento foi "Six Same Faces ~Kon'ya wa Saikō!!!!!!~ (SIX SAME FACES ～今夜は最高!!!!!!～, lit. "Seis Faces Iguais ~Esta é a Melhor Noite!!!!!!~") dos intérpretes Iyami (Kenichi Suzumura) e os irmãos Matsuno (Takahiro Sakurai, Yuichi Nakamura, Hiroshi Kamiya, Jun Fukuyama, Daisuke Ono e Miyu Irino). Do episódio treze adiante, o tema de abertura é "Zenryoku Batankyū" (全力バタンキュー, lit. "Força Total Batankyu") interpretado por AouP, e o tema de encerramento é "Six Shame Faces ~~Kon'ya mo Saikō!!!!!!~" (SIX SHAME FACES 〜今夜も最高!!!!!!〜, lit. "Seis Faces da Vergonha ~Esta Noite Também é a Melhor!!!!!!~") com interpretação de Totoko (Aya Endō) e dos irmãos Matsuno. O primeiro episódio da série que contou com várias paródias, foi retirado de sítios de fluxo de média no dia 12 de novembro de 2015, e foi substituído por um OVA. Para além disso, o terceiro episódio que apresenta uma paródia grosseira de Anpanman, foi editado na transmissão da BS Japan, e alterado no seu lançamento de vídeo doméstico.